# Stephensia
Stephensia é um gênero de traça pertencente à família Elachistidae.

## Espécies
- Stephensia brunnichella
- Stephensia cunilea
- Stephensia staudingeri
- Stephensia stephensella
- Stephensia unipunctella